# 日本数学オリンピック
日本数学オリンピック（にほんすうがくオリンピック）とは、高校生などを対象に毎年行われる数学の問題を解く能力を競う数学の競技の国内選手権大会である。略称はJMO、また単に数学オリンピック。
毎年行われる国際数学オリンピックおよびヨーロッパ女子数学オリンピックの日本代表の選手を選抜する大会として開催される。

## 概要
参加資格は、受験時点で大学教育（またはそれに相当する教育）を受けていない20歳未満の者であるが、日本代表の対象となるのは高校2年生以下の者だけである。例年、数千人の小中高生および高卒生が参加する。
予選・本選ともに、出題される範囲は世界各国の高校程度のものであり、主に整数問題・幾何・組み合わせ・式変形などが題材となっている（微積分・確率統計・行列は範囲外である）。

### 予選
各都道府県に1箇所以上受験会場が存在する。制限時間3時間で12問を解答する。
解答欄は答のみを記述するものである。部分点は一切存在せず、1問1点である。予選の合格者が200人前後となるように、予選通過点数が定められる。それ以上の点数を取ればAランクとなり、本選に参加できる。また、予選不合格者も、点数に応じてBランクとCランクに分けられる（上位50%程度がBランク、残りがCランクとなる）。Aランク、Bランク者を優遇する大学もいくつか存在する。
難易度は毎年上下し、予選通過点数は5～8点と不安定である。
一般に最初の方にある問題ほど易しく、正答率は高い一方で、最後の方にある問題は正答率が0%となることも少なくない。

### 本選
主要都市十数か所に受験会場が存在する。制限時間4時間で5問を解答する。
解答は記述式で各問8点である。本選の合格者が20人前後になるように、本選通過点数が定められる。それ以上の点数を取ればAAランクとなり、日本国籍を有する高校2年生以下であれば代表選考合宿に参加できる。
本選通過点数も毎年上下するが、10点台であることが多い。この本選で1位となった優勝者には川井杯が授与される。

### 代表選考合宿(春の合宿)
日本数学オリンピックAAランク者20人前後と、日本ジュニア数学オリンピックaaランク者5人で行われる合宿である。そのうちの4日間で、各7点、12問の記述式試験を行い、上位6名が国際数学オリンピックの代表選手として派遣される。試験は1日4時間30分で3問という、本番の国際数学オリンピックと同じ形式で行われている。問題のレベルも国際数学オリンピックと同等である。

## 批判
一時ノーベル経済学賞候補に上ったこともある宇沢弘文は、その著書『日本の教育を考える』（1998年 岩波新書）にて、数学オリンピック予選にて講演を頼まれた際に見聞したこととして、予選参加者の指導者・子供らは本当は数学が好きではないことを数学オリンピックのあり方を交えて批判的に述べていた。同様に、志村五郎も「数学オリンピックは無視して良い」と述べている。